# Скоп’є – Гостивар
Скоп’є – Гостивар  – трубопровід, що споруджується у Північній Македонії для подачі блакитного палива до ряду районів на північному заході країни.
Імпорт блакитного палива до Македонії почався в другій половині 1990-х, проте перші два десятиліття він обмежувався подачею ресурсу на північний схід країни та до столиці. В 2010-х роках узялись за розширення газотранспортної мережі, для чого, зокрема, почали прокладати газопровід  до Гостівару . Його вихідною точкою став район Скоп’є, куди по газопроводу від Деве-Баїр здійснюється імпорт з болгарського напрямку.
Довжина трубопроводу, для якого обрали діаметр труб 500 мм, становитиме 77 км. Крім того, до нього відноситиметься відгалуження довжиною 10 км, через яке блакитне паливо подаватимуть до міста Тетово.
Станом на листопад 2020-го готовність газопроводу оцінювалась у 66%.
Можливо також відзначити, що існують плани спорудження у західній частині країни газопроводу Гостивар – Охрид – Битола, що дозволить закільцевати газотранспортну систему Македонії.